# Coupe de Chamonix 1911
Navigation
Édition précédente Édition suivante
La Coupe de Chamonix 1911 est la 3e édition de la Coupe de Chamonix. Elle se déroule du 16 au 19 janvier 1911.
Il s'agit du dernier tournoi international de l'hiver 1911, se déroulant après le tournoi de Bruxelles et de celui des Avants. 

## Résultats des matchs et classement
| Clt   | Équipe                          | PJ | V | D | N | BP | BC | Pts |
| ----- | ------------------------------- | -- | - | - | - | -- | -- | --- |
| +001, | Canadiens d'Oxford              | 4  | 4 | 0 | 0 | 42 | 3  | 8   |
| +002, | Berlin SC                       | 4  | 3 | 1 | 0 | 20 | 22 | 6   |
| +003, | Club des patineurs de Paris     | 4  | 2 | 2 | 0 | 10 | 8  | 4   |
| +004, | Bruxelles IHSC                  | 4  | 1 | 3 | 0 | 11 | 26 | 2   |
| +005, | Princes Ice Hockey Club Londres | 4  | 0 | 4 | 0 | 4  | 28 | 0   |

- Vainqueur de la compétition

| 16 janvier | Berlin SC | 8-2 | Bruxelles IHSC |  |

| 16 janvier | Canadiens d'Oxford | 11-1 | Princes IHC |  |

| 17 janvier | Canadiens d'Oxford | 10-0 | Bruxelles IHSC |  |

| 17 janvier | Berlin SC | 9-2 | Princes IHC |  |

| 17 janvier | CP Paris | 2-4 | Canadiens d'Oxford |  |

| 18 janvier | Princes IHC | 1-8 | Bruxelles IHSC |  |

| 18 janvier | Canadiens d'Oxford | 17-0 | Berlin SC |  |

| 18 janvier | CP Paris | --f | Princes IHC |  |

| 19 janvier | Berlin SC | 3-1 | CP Paris |  |

| 19 janvier | CP Paris | 7-1 | Bruxelles IHSC |  |